# Tana Cherqos
Tana Cherqos (Tana Qirqos, Tana Kirkos, Tana Chirqos ou Tana Chirkos, Ge'ez: ጣና ቂርቆስ ṭānā ḳīrḳōs, ጣና ጪርቆስ ṭānā č̣īrḳōs) é uma ilha do Lago Tana, na Etiópia. É considerada uma ilha sagrada, e apenas monges da Igreja Ortodoxa Etíope vivem lá. Os monges acreditam que a ilha foi o local de destino da Arca da Aliança.